# Преображенский сельский совет (Томаковский район)
Преображенский сельский совет (укр. Преображенська сільська рада) — входит в состав
Томаковского района
Днепропетровской области
Украины.
Административный центр сельского совета находится в 
с. Преображенка.

## Населённые пункты совета
- с. Преображенка
- с. Барково